# Пеан
Пеа́н, устар. пэа́н (др.-греч. παιήων, παιάν, παιών) — хоровая лирическая песнь, жанр древнегреческой поэзии. Первоначально пеан — хоровая песнь, адресованная Аполлону, позже — и другим  богам (Дионису, Гелиосу, Асклепию). Точная этимология слова «пеан» неизвестна, но весьма вероятна его связь с кругом представлений об искусстве врачевания.

## Общая характеристика
Пеанами назывались хоровые песни в честь Аполлона как бога-целителя, который и сам назывался иногда Пеаном, сестры его Артемиды и Асклепия, другого бога-целителя. Пеаны исполнялись первоначально по поводу каких-нибудь чрезвычайных бедствий, например, моровой язвы, чтобы просить бога об отвращении беды или благодарить за избавление от неё. Впоследствии пеаны стали также исполняться в честь остальных богов и по разным поводам. Так, дорийцы пели пеаны перед выступлением в поход, перед отплытием флота, после победы. В Аттике пеанами назывались песни, исполняемые хором пирующих, когда совершалось возлияние богам или героям. Ксенофонт упоминал в Анабасисе, что фаланга запела пеан при сближении с врагом.
Древнейшим местом процветания пеанов был, по-видимому, Крит. В материковую Грецию (в частности, в Спарту) этот род поэзии был перенесён поэтом Фалетом, которого традиция считает родоначальником пеана как жанра.

## Метрика
Одним из метров был пеон, название которого связано с названием жанра (др.-греч. παιών; один долгий слог, три кратких). Другим — кре́тик, иначе амфимакр (долгий-краткий-долгий). Само название «кретик», по-видимому, указывает на критское происхождение этого жанра поэзии. Для пеанов в честь Аполлона и Асклепия характерен рефрен «Иэ пэан!» (ἰή παιάν).

## Имя божества
Пеан (Пайеон) — в греческой мифологии врач богов. Излечил Ареса. В микенскую эпоху почитался бог Пайавон (pa-ja-wo-ne). Позднее отдельное почитание его прекратилось, и имя пеан стало эпитетом Аполлона.
Также упоминается под именем Пеон — врачеватель богов. Целитель. Его потомки — египтяне.